# Razza 77
Il Razza 77 (o R. 77) è una storica cultivar di riso, appartenente al gruppo merceologico dei superfini, che fu selezionata presso l’Istituto di Allevamento Vegetale per la Cerealicoltura di Bologna nel 1941 per opera del Professor Bonvicini; la varietà deriva dall’incrocio tra il Lady Wright (una varietà di derivazione americana importata e registrata in Italia nel 1925) e il Greppi (frutto di una selezione massale del 1908).

## Storia

### XX secolo

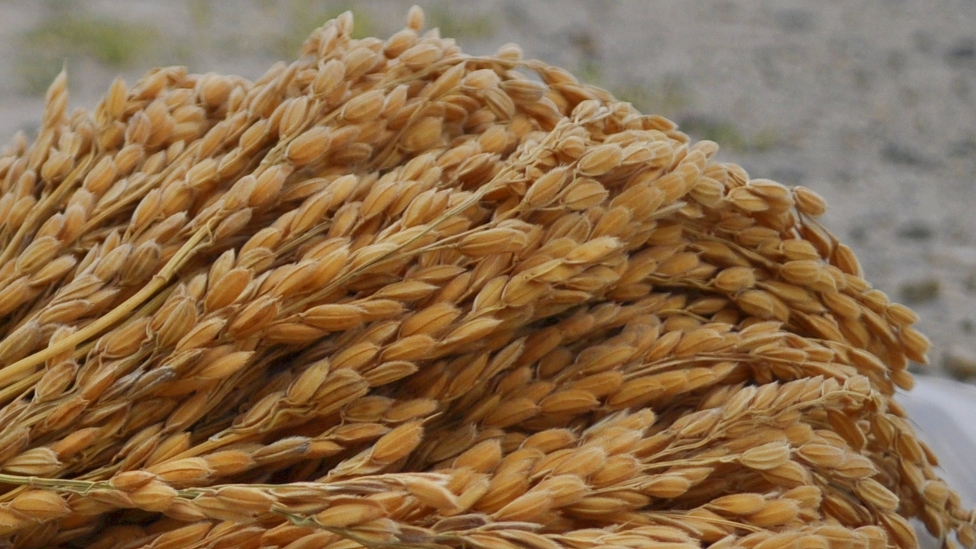
Pannocchie di riso Razza 77

Il Razza 77 fu coltivato in Italia dagli anni 40 del Novecento al 1978 sfiorando i 5.000 ettari di superficie a metà degli anni ‘60:
| Anno    | Superficie Coltivata |
| ------- | -------------------- |
| 1952    | 4.000 ettari         |
| 1961-65 | 4.888 ettari         |
| 1966-70 | 1.664 ettari         |
| 1971    | 470 ettari           |
| 1972    | 281 ettari           |
| 1973    | 322 ettari           |
| 1974    | 301 ettari           |
| 1975    | 134 ettari           |
| 1976    | 56 ettari            |
| 1977    | 73 ettari            |

La rilevanza agronomica e gastronomica del Razza 77 per la risicoltura italiana è dimostrata dagli innumerevoli studi condotti su di essa fra gli anni cinquanta e gli anni settanta del Novecento; una dimostrazione esemplare può essere la citazione del Razza 77 nell'accordo per la tutela delle indicazioni di provenienza, delle denominazioni di origine e di altre denominazioni geografiche tra la Repubblica Italiana e la Repubblica Federale di Germania conclusosi a Bonn il 23 Luglio 1963.

Il repentino abbandono della varietà a partire dalla fine degli anni sessanta è da imputare al suo difetto principale, ossia la scarsa resistenza all’allettamento e agli attacchi di malattie fungine che ne limitavano la resa produttiva per ettaro. Questi difetti favorirono la graduale sostituzione del Razza 77 con varietà più produttive e di più facile gestione agronomica come il riso Roma (selezionato nel 1967 incrociando il Razza 77 stesso con la varietà Balilla), il riso Baldo (1977) o il Carnaroli.

Nel 1978, il Razza 77 uscì dal Registro delle Varietà dell’Ente Nazionale Risi e non fu più coltivato; la varietà, nei decenni di commercializzazione, si fece però apprezzare molto in cucina, soprattutto per la preparazione del risotto, come dimostrano le innumerevoli ricette presenti nei ricettari che citano il Razza 77 fra gli ingredienti. L’ulteriore dimostrazione dell’affezione alla varietà da parte dei consumatori fu che nei primi anni di commercializzazione del riso Roma, questo doveva essere proposto come Razza 77 per poter essere venduto più agevolmente.

### XXI secolo
La cultivar è stata riscoperta e reintrodotta a partire dal 2014 grazie ad un gruppo di risicoltori della Bassa Novarese (Bernascone, Nai Oleari e Rizzotti) che l'ha rilanciata ribadendone l'importanza storica e culturale per la risicoltura italiana. La coltivazione ha luogo nel territorio dei comuni di Tornaco, Vespolate e Garbagna Novarese.
Il 31 ottobre 2017 il riso Razza 77 è quindi stato inserito nel Registro Nazionale delle Varietà Storiche da Conservazione con pubblicazione sul Numero 265 della Gazzetta Ufficiale della Repubblica Italiana (DM N°28037); il codice SIAN (Sistema Informativo Agricolo Nazionale) di riferimento della varietà è 18699 e il responsabile della conservazione in purezza della stessa è Domenico Bernascone.
Nel settembre 2018 il Razza 77 è stato riconosciuto dalla Regione Piemonte come Prodotto Agroalimentare Tradizionale (PAT), ossia tra i prodotti agroalimentari le cui metodiche di lavorazione, conservazione e stagionatura sono consolidate nel tempo, ovvero praticate sul territorio in maniera omogenea e secondo regole tradizionali e protratte per un periodo di almeno 25 anni.

Il Razza 77 è pertanto incluso fra i risi tradizionali come varietà consolidata dalla tradizione, sia produttiva che gastronomica, e la cui “storicità” si rileva anche dai documenti e dalle statistiche ufficiali conservati presso l'Ente Nazionale Risi.
Sempre nel 2018 il riso Razza 77 è stato reinserito nel Registro delle Varietà dell’Ente Nazionale Risi dopo 40 anni esatti dalla sua cancellazione avvenuta nel 1978.
Nel luglio del 2020 la varietà è entrata a far parte dell'Arca del Gusto di Slow Food
, in qualità di prodotto della Bassa Novarese da preservare ad argine dell'erosione genetica e a tutela della biodiversità agroalimentare, oltre a rappresentare la cultura, storia e tradizione di questo territorio.
Nel settembre del 2021, la famiglia di Slow Food ha accolto i produttori del riso Razza77 in qualità di Comunità Slow Food per la Valorizzazione del Riso Razza77; la firma della Dichiarazione Fondativa della Comunità è avvenuta presso il presidio della Cipolla bionda di Cureggio e Fontaneto, alla presenza di Carlo Petrini, fondatore del movimento Slow Food.
Oggi la superficie coltivata si limita a pochi ettari nella Bassa Novarese:
- superficie coltivata al 2018: 10 ettari[10];
- superficie coltivata al 2019: 6 ettari[11].

## Descrizione
La varietà appartiene al gruppo varietale japonica ed è sempre stata caratterizzata da una pronunciata precocità di maturazione che nei tempi passati permetteva la mietitura entro la metà del mese di settembre; le principali caratteristiche, derivate dalla documentazione dell'Ente Nazionale Risi, sono:
- Il ciclo vegetativo: 165 gg
- Lunghezza culmo: 90,3 cm
- Colore Nodi: verde
- Colore internodi: verde
- Lembo fogliare: colore verde, portamento pendulo
- Colore guaina: verde
- Colore auricole: verde chiaro
- Colore giuntura: verde
- Ligula: lunghezza 19,3 mm, tipo bifida, colore bianco
- Portamento foglia: bandiera orizzontale
- Pannocchia: lunghezza 17,4 cm; portamento pendulo; tipo: intermedia; eserzione: ben eserta; aristatura: semi-aristata
- Colore stimma: ialino
- Colore glume: giallo
- Colore glumelle: carena gialla, calotta gialla, apice giallo
- Spighetta: arista breve, villosità elevata, lunghezza 9,2 mm, larghezza 3,8 mm, 41,6 g per 1.000
- Cariosside: colore pericarpo bianco, lunghezza 6,7 mm, larghezza 3,2 mm, spessore 2,1 mm

## Caratteristiche merceologiche
Di seguito si riportano le caratteristiche merceologiche in accordo alla documentazione storica dell'Ente Nazionale Risi; si segnala che oggi il Razza 77, in accordo al decreto legislativo n°131 del 4 agosto 2017 (legge del mercato interno), è inquadrato nella categoria dei risi Lunghi A.
- Gruppo merceologico: superfino
- Resa alla lavorazione in grana intera: 58%
- Perlatura: centro-laterale poco estesa
- Striscia: breve
- Amilosio: 21,7%
- Protidi: 8,82%
- Alkali test: 6,8
- Tempo di gelatinizzazione: 19,40 min
- Temperatura di gelatinizzazione: alta
- Sostanze perse in cottura: 8,48%
- Sostanze disaggregate: 17,23%
- Superficie per grammo: 1.463 mm^2
- Rendimento in cottura: volume 4,25 – allungamento 1,36

Tali caratteristiche merceologiche rendono il Razza 77 ideale per svariati utilizzi in cucina, ma indubbiamente il suo utilizzo ottimale è quello per il risotto; si segnala a tale proposito come la tradizione voglia la paniscia Novarese preparata con il Razza 77 come riportato da diverse fonti.